# Primera Divisió 2009-2010
La Primera Divisió 2009-2010 fu la 15ª edizione del massimo campionato andorrano di calcio disputato tra il 20 settembre 2009 e il 28 marzo 2010 e concluso con la vittoria del FC Santa Coloma, al suo quinto titolo.
Capocannoniere del torneo fu Gabriel Riera (UE Sant Julià) con 19 reti.

## Formula
Le squadre partecipanti furono 8 e il campionato venne diviso in due fasi. Nella prima parte della stagione le squadre si incontrarono in un turno di andata e ritorno per un totale di 14 partite. Le prime 4 furono inserite in un girone playoff mentre le rimanenti 4 giocarono in un girone al termine del quale l'ultima fu retrocessa mentre la penultima giocò uno spareggio con la seconda classificata della Segona Divisió per l'ultimo posto disponibile.
Le squadre qualificate alle coppe europee furono quattro: la vincente partecipò alla UEFA Champions League 2010-2011, la vincitrice della Copa Constitució fu qualificata al secondo turno della UEFA Europa League 2010-2011 e ulteriori due squadre furono ammesse al primo turno della UEFA Europa League 2010-2011.

## Squadre partecipanti
| Club                  | Città               | Posizione 2008-09   |
| --------------------- | ------------------- | ------------------- |
| FC Lusitanos          | Andorra la Vella    | 4°                  |
| UE Engordany          | Escaldes-Engordany  | 6°                  |
| Inter Club d'Escaldes | Escaldes-Engordany  | 7°                  |
| FC Encamp             | Encamp              | Segona Divisió      |
| Principat             | Andorra la Vella    | 3°                  |
| FC Santa Coloma       | Santa Coloma        | 2°                  |
| UE Sant Julià         | Sant Julià de Lòria | Campione di Andorra |
| UE Santa Coloma       | Santa Coloma        | 5°                  |

Tutte le partite furono disputate nello Estadi Comunal d'Aixovall.

## Stagione regolare
|  | Pos. | Squadra         | Pt | G  | V  | N | P  | GF | GS | DR  |
|  | ---- | --------------- | -- | -- | -- | - | -- | -- | -- | --- |
|  | 1.   | FC Santa Coloma | 36 | 14 | 11 | 3 | 0  | 38 | 10 | +28 |
|  | 2.   | Sant Julià      | 32 | 14 | 10 | 2 | 2  | 59 | 12 | +47 |
|  | 3.   | UE Santa Coloma | 32 | 14 | 10 | 2 | 2  | 41 | 20 | +21 |
|  | 4.   | Lusitans        | 23 | 14 | 7  | 2 | 5  | 30 | 17 | +13 |
|  | 5.   | Principat       | 21 | 14 | 7  | 0 | 7  | 27 | 33 | −6  |
|  | 6.   | Encamp          | 10 | 14 | 3  | 1 | 10 | 19 | 50 | −31 |
|  | 7.   | Inter Escaldes  | 4  | 14 | 1  | 1 | 12 | 10 | 41 | −31 |
|  | 8.   | Engordany       | 4  | 14 | 1  | 1 | 12 | 11 | 52 | −41 |

Legenda:

      Ammessa ai play-off
      Ammessa ai play-out
Note:

Tre punti a vittoria, uno a pareggio, zero a sconfitta.

## Seconda fase
Le squadre mantengono i punti conquistati nella prima fase.

### Playoff
|                    | Pos. | Squadra         | Pt | G | V | N | P | GF | GS | DR  |
| ------------------ | ---- | --------------- | -- | - | - | - | - | -- | -- | --- |
| Andorra (bandiera) | 1.   | FC Santa Coloma | 46 | 6 | 2 | 4 | 0 | 46 | 14 | +32 |
|                    | 2.   | UE Santa Coloma | 43 | 6 | 3 | 2 | 1 | 50 | 26 | +24 |
|                    | 3.   | Sant Julià      | 41 | 6 | 2 | 3 | 1 | 69 | 18 | +51 |
|                    | 4.   | Lusitans        | 24 | 6 | 0 | 1 | 5 | 34 | 32 | +2  |

## Playout
|  | Pos. | Squadra        | Pt | G | V | N | P | GF | GS | DR  |
|  | ---- | -------------- | -- | - | - | - | - | -- | -- | --- |
|  | 5.   | Principat      | 26 | 6 | 1 | 2 | 3 | 42 | 50 | −8  |
|  | 6.   | Inter Escaldes | 19 | 6 | 5 | 0 | 1 | 25 | 49 | −24 |
|  | 7.   | Encamp         | 15 | 6 | 1 | 2 | 3 | 31 | 67 | −36 |
|  | 8.   | Engordany      | 13 | 6 | 3 | 0 | 3 | 22 | 63 | −41 |

Legenda:

      Campione di Andorra e qualificato alla UEFA Champions League
      Qualificato alla Coppa UEFA
      Ammessa allo spareggio
      Retrocessa in Segona Divisió
Note:

Tre punti a vittoria, uno a pareggio, zero a sconfitta.

## Spareggio
Il FC Encamp, arrivato settimo, incontrò l'UE Extremenya, seconda classificata della Segona Divisió, in un doppio spareggio per determinare l'ultima classificata al campionato di massima divisione della stagione successiva.
| Andorra La Vella 25 aprile 2010 | FC Encamp | 2 – 1 | UE Extremenya | Estadi Comunal d'Aixovall |

| Andorra La Vella 15 maggio 2010 | UE Extremenya | 1 – 3 | FC Encamp | Estadi Comunal d'Aixovall |

## Verdetti
- Campione di Andorra: FC Santa Coloma
- Qualificato alla UEFA Champions League: FC Santa Coloma
- Qualificato alla UEFA Europa League: UE Sant Julià, UE Santa Coloma, FC Lusitanos
- Retrocesse in Segona Divisió: UE Engordany